# Zafenat-Paneach
Zafnath-Paaneah (hebräisch צָפְנַת פַּעְנֵחַ Ṣofnaṯ Paʿnêaḫ, Septuaginta Ψονθομφανήχ Psonthom-phanêch) ist in der Bibel im Alten Testament (Gen 41,45 ) als ein Name oder Ehrentitel beschrieben, den der Pharao Josef verlieh. Er wird unterschiedlich gedeutet, u. a. als Gott spricht: Er möge leben! und Offenbarer der Geheimnisse. Die genaue Bedeutung ist umstritten. Der Name wird nur ein einziges Mal in der Bibel erwähnt.
Der Name soll offenbar ägyptisch sein, aber die Etymologie ist nicht unumstritten.
Hieronymus liefert die vermutete Bedeutung salvator mundi (Heiland der Welt).
Der Targum Onkelos (1. Jh.) gibt die Namensbedeutung als der Mann, dem Geheimnisse offenbart werden wieder, der Targum Pseudo-Jonathan als Offenbarer von Geheimnissen, Josephus in den Jüdischen Altertümern (II,6,1, ca. 94 n. Chr.) als Ergründer von Geheimnissen.
Der Ägyptologe und Koptologe Georg Steindorff hat die Übersetzung ḏd p3 nṯr iw.f cnḫ (es spricht der Gott, und er lebt) vorgeschlagen. Namen wie dieser oder Potifar aus derselben Erzählung sind erst aus der ägyptischen Spätzeit nach den Ramessiden belegt und werden erst in der Saitenzeit (653–525 v. Chr.) häufig. Sie sprechen für eine Abfassung dieses Teils des Alten Testaments um die Zeit des Babylonischen Exils (597–539 v. Chr.) und eine Rückdatierung der Legende in die imperiale Zeit Ägyptens.